# Santuário de Santa Maria da Cruz
O Santuário de Santa Maria da Cruz (em italiano:  Santuario di Santa Maria della Croce) é uma basílica menor que se encontra em Crema, comuna da Itália localizada na província de Cremona.
Situada na Diocese de Crema, fica a um quilômetro do centro da cidade, na Strada Statale 591, no caminho para Bergamo.

## História
Em 13 de fevereiro de 1489, Caterina degli Uberti, de uma família tradicional de Crema, casou com Bartolomeo Pederbelli, vulgo Contaglio, malfeitor de Bergamo e bandido da sua terra, que ocultou o seu passado criminal à sua esposa.
No ano a seguir, o relacionamento com a família da noiva não foi fácil, pois ele nunca pagou o dote.
Em 2 de abril de 1490, Contaglio convenceu (ou mesmo obrigou) Caterina a segui-lo na sua viagem de regresso a Bergamo, para a casa da família dele. Logo fora da cidade de Crema, em vez de pegar o caminho para Bergamo (a atual Via Mulini), o homem dirigiu-se para um pequeno bosque chamado Novelletto. Ali, esfaqueou com espada e faca a sua esposa, tanto que cortou a mão direita e uma parte do braço. De tanta violência, a espada quebrou-se, e ele fugiu com a mochila da mulher e quatro anéis de ouro. Depois desse crime, não se soube mais nada dele.
Caterina pediu socorro à Nossa Senhora para receber os sacramentos; foi naquele momento que apareceu uma mulher vestida com roupa pobre que disse-lhe: "Eu sou aquela que tu chamastes..." e as hemorragias logo pararam; mas, como as portas da cidade estavam já fechadas, a mulher deixou Caterina a convalescer na casa de um camponês. Na manhã seguinte, consultaram um médico e depois Caterina foi interrogada pelo Juíz do Malefício (magistrado veneto), e em seguida um padre chamado Filippo, da paróquia de São Bento, administrou-lhe os sacramentos. Foi naquele momento que as hemorragias recomeçaram e Caterina faleceu.

### Os primeiros milagres
No lugar onde Caterina foi esfaquiada foi colocada uma Cruz, e um mês depois, em 3 de maio, um rapaz com graves problemas num pé que não lhe permitiam caminhar, foi levado ao Novelletto. Depois das orações, começou a caminhar autonomamente: foi o primeiro milagre e as crónicas dizem que no mesmo dia aconteceram outros 40.
Em 4 de maio, foi feita uma procissão solene ao bairro Novelletto, e foi construído um pequeno altar onde foi colocada a Madonna col Bambino, doada pelo milanês Gianfranco Cotta. Em 5 de maio, muitos têem visto a Madonna chorar e naquele dia aconteceram cerca de 80 curas milagrosas. O Conselho da Cidade decretou a construção de um edifício no lugar onde Nossa Senhora apareceu. As crônicas relatam outras curas milagrosas em 18 de maio e 2 de junho.

### O círculo luminoso
O podestà veneto de Crema, Nicolò Priuli, nunca confiou nos milagres e temia problemas de ordem pública. Em 18 de junho foi ao Novelletto pessoalmente e assistiu ao milagre do círculo luminoso: ao redor do Sol apareceu um círculo que parecia cair na terra por três vezes. Desde aquele momento, o podestà tornou-se num dos promotores da construção do santuário.

## Arquitetura

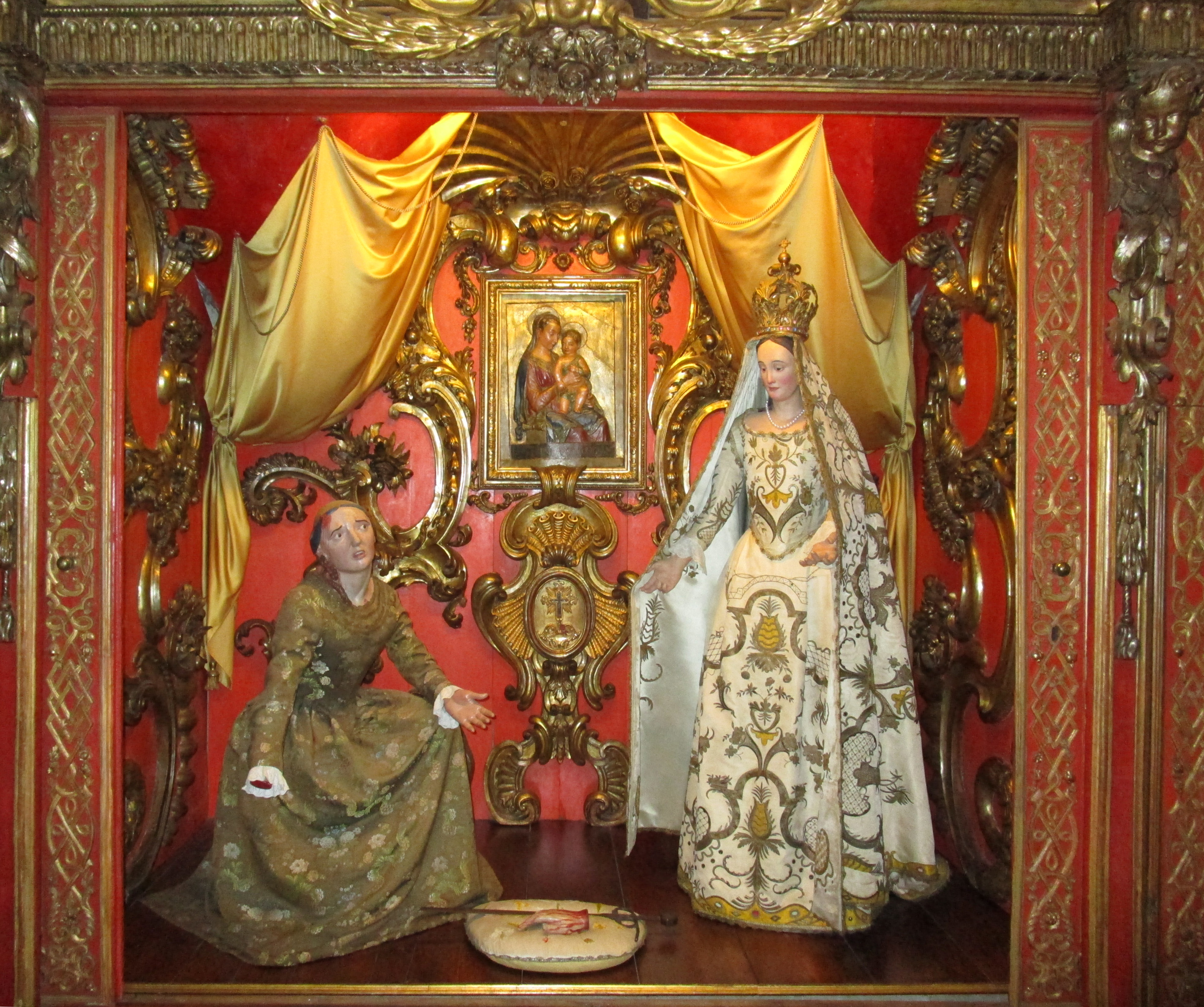
Caterina degli Ubaldi, ferida e socorrida por Nossa Senhora. Grupo em argila queimada na cripta (scurólo) do santuário.

Para a construção foi chamado o arquiteto lodigiano Giovanni Battagio, discípulo de Donato Bramante, que desenhou um edifício em estilo moderno a partir do plano de cruz grega: um corpo central de cerca de 35 metros, circular e octogonal dentro e fora, ao qual se juntam quatro pequenos corpos laterais de cerca de 15 metros de altura. Todo o edifício está em tijolos à vista.

### Altar e cripta
O corpo oriental é colocado em dois níveis: no superior encontra-se o altar-mor, que chegou do duomo de Crema: pode-se chegar subindo duas escadas de mármore vermelho de Verona. O tabernáculo é em bronze dourado.
Acima da parede encontra-se a grande pintura da Assunção de Benedetto Rusconi, vulgo o Diana, num quadro de Giacomo de Marchi e dourada por Nicolò Salserio Bianchi, Tommaso e Vincenzo Civerchio. O topo em madeira foi pintado pelo mesmo Diana e representa Deus Pai.
Na decoração geral do presbitério tem quatro bustos dos Doutores da Igreja (Santo Ambrósio, São Jerónimo, Santo Agostinho e São Gregório Mágno), provavelmente de Agostino de Fondulis.

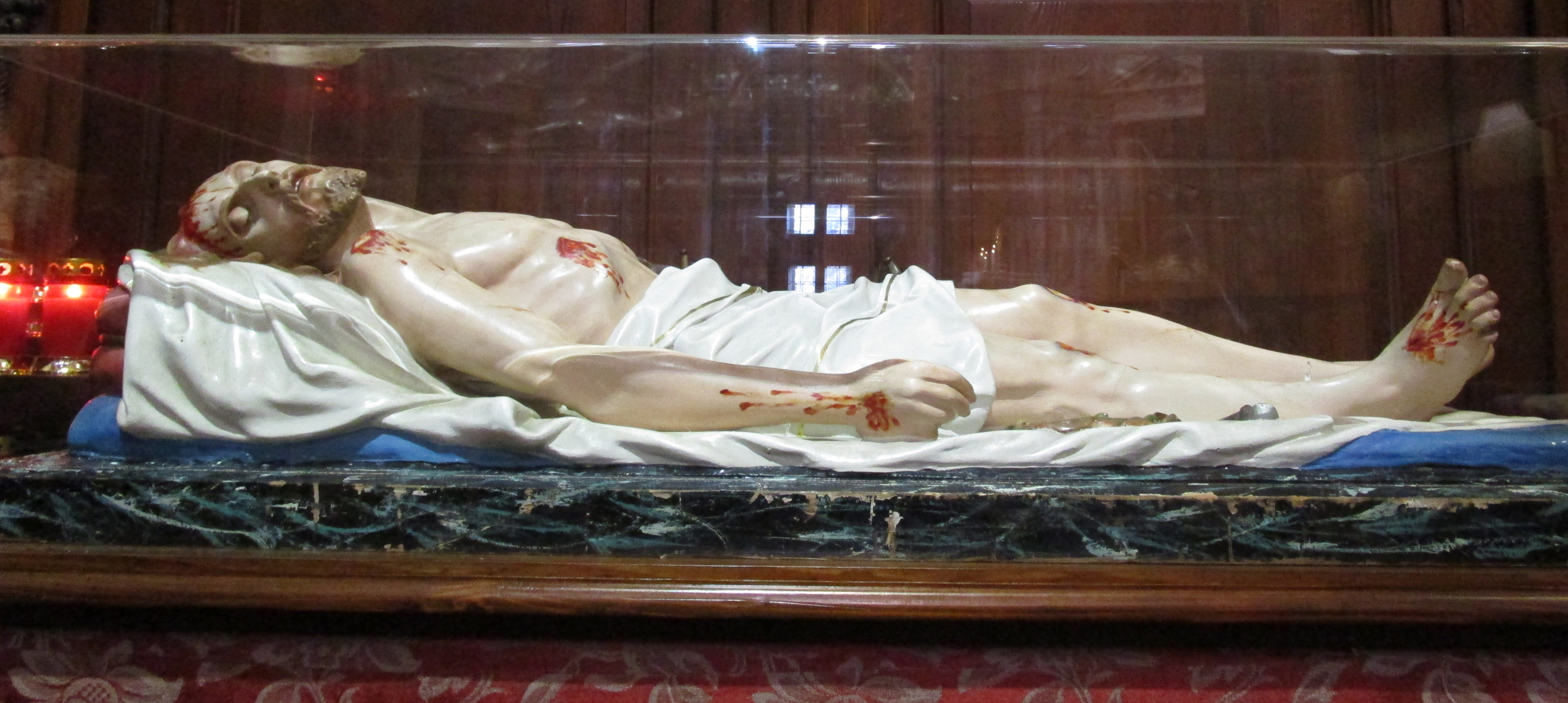
A deposição de Jesus de Bernardino Campi

No nível inferior, encontra-se a pequena cripta (ou scurolo), retangular, com voltas pintadas com os apóstolos. O altar é do padova Pietro Danieletti e é de 1750. No fundo tem uma Edícula representando o milagre: Nossa Senhora aparece e socorre Caterina, no centro a mão amputada da mulher e a cópia da espada do marido.

## Deposição
Num altar lateral merece consideração a deposição e a Adoração dos Magos de Bernardino Campi.

## Outras imagens

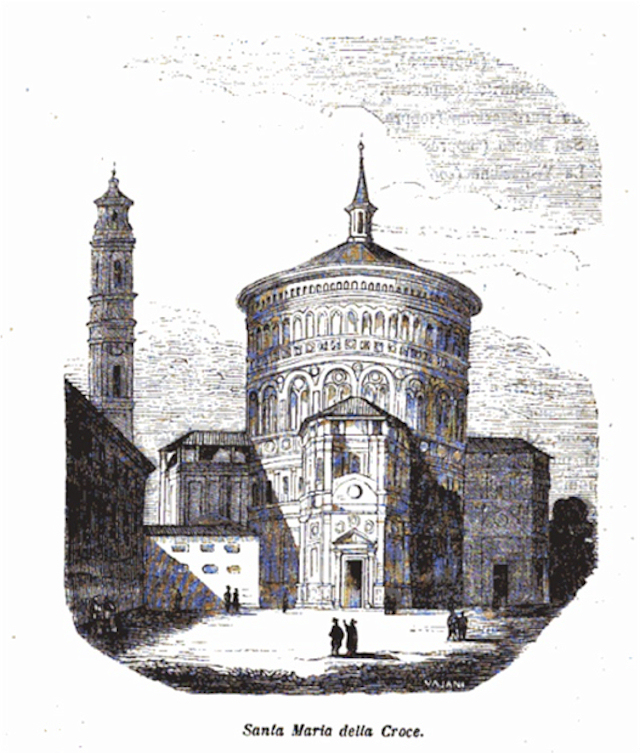
O santuário, num desenho do século XIX
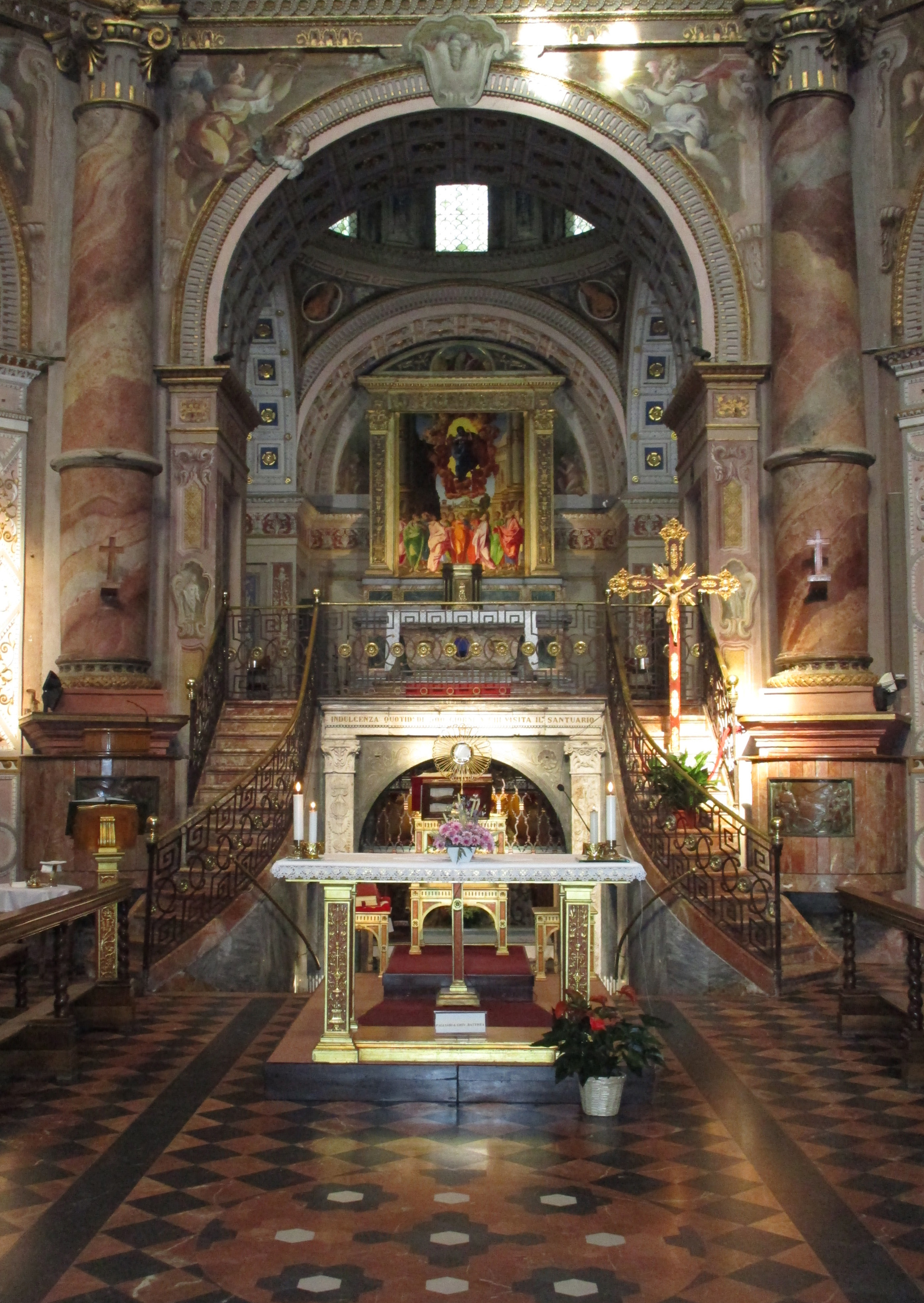
O altar central, durante uma adoração eucarística
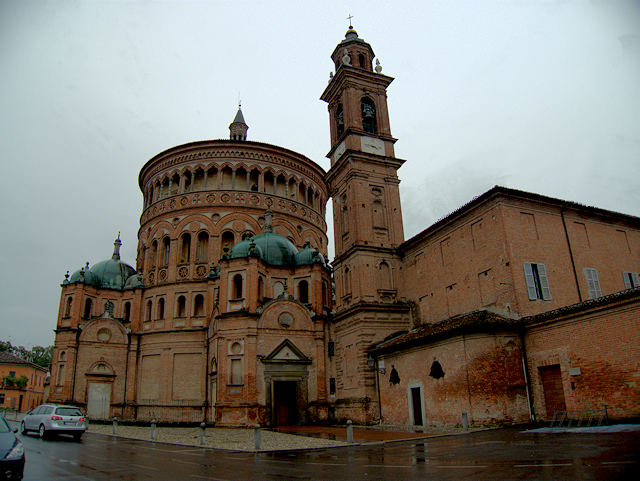
O santuário do lado de Via Battagio
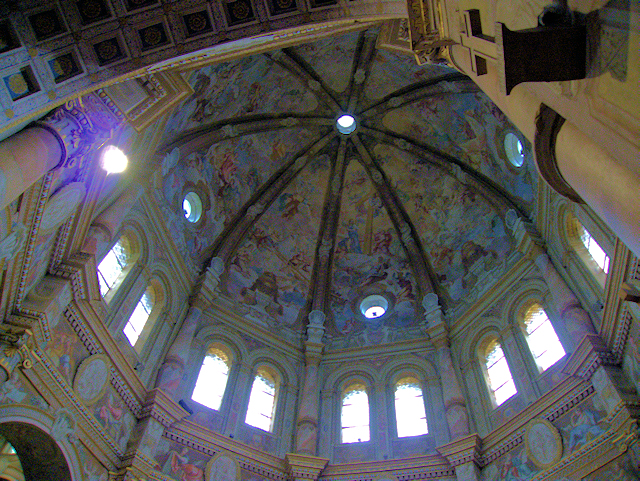
Vista parcial do tambor
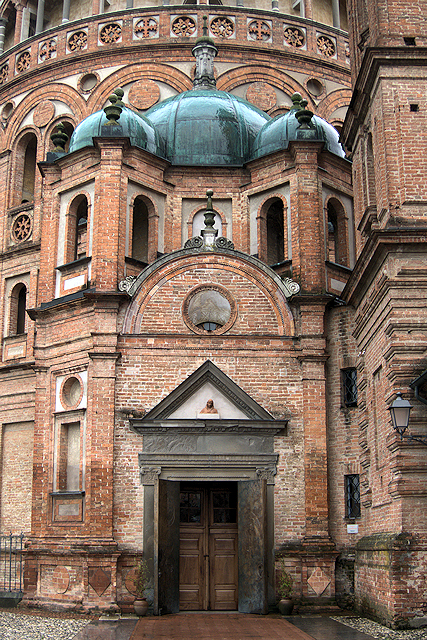
A entrada ocidental